# تومویاسو هوتی
تومویاسو هوتی (انگلیسی: Tomoyasu Hotei؛ زادهٔ ۱ فوریهٔ ۱۹۶۲) موسیقی‌دان، خواننده-ترانه‌پرداز، آهنگساز، تهیه‌کننده موسیقی، بازیگر اهل ژاپن است. وی از سال ۱۹۷۷ میلادی تاکنون مشغول فعالیت بوده‌است.
از فیلم‌ها یا برنامه‌های تلویزیونی که وی در آن نقش داشته‌است می‌توان به داستان سامورایی اشاره کرد.